# Pozzuoli
Pozzuoli là một thành phố Ý. Thành phố thuộc tỉnh Napoli trong vùng Campina. Thành phố có diện tích  km², dân số là 83.459 người (ước tính năm 2010). Đây là thành phố đông dân lớn thứ 63 tại Ý. Đây là thành phố chính trên bán đảo Phlegrea.